# 요네야마정
요네야마정(米山町)은 미야기현 북동부에 위치했던 마을이다. 2005년 4월 1일에 합병해, 도미시가 되었다.

## 지리
미야기현 북부에 위치한 정이며, 마을 중앙을 남쪽으로 하사마강이 흐르고 있으며 

## 역사
- 1878년 - 도다군  니시노 촌과 나카쓰야마 촌이 도메군으로 이관되었다.
- 1889년 4월 1일 - 정촌제 시행과 함께 니시노촌, 나카쓰야마촌과 합병해 요네야마촌이 성립하였다.
- 1957년 12월 25일 - 요시다촌과 합병해 요네야마정이 되었다.
- 2005년 4월 1일 - 쓰야마촌과 합병해 도메시가 되었다.

## 행정
- 마지막 정장 : 미쓰즈카 아키오 (三塚彰男)
- 초대 정장: 사사키 켄사쿠 (佐々木謙作)

## 경제

### 산업
- 산업별 취업인구(2000년 인구조사)
  - 제1차 산업: 1,125명
  - 제2차 산업: 2,260명
  - 제3차 산업: 2,113명
- 합계 : 5,498명

## 교통

### 철도
정내에 철도 노선은 다니지 않는다. 철도를 이용할 경우 가장 가까운 역은 동일본 여객철도 게센누마 선 리쿠젠토요사토역으로 경유해야한다.

### 도로
- 국도 346호선